# 튀르키스탄 이슬람당
튀르키스탄 이슬람당(아랍어: الحزب الإسلامي التركستاني), 전 이름 동튀르키스탄 이슬람 운동(영어: Eastern Turkistan Islamic Movement, ETIM)은 중화인민공화국 서부 신장 위구르 자치구를 거점으로 활동하는 이슬람주의 무장 조직이다. 신장에 "동튀르키스탄"이라고 부르는 독립 국가를 수립하는 것을 목적으로 하는 위구르족 지하드 조직이다.
1990년부터 2001년 사이에 200차례에 걸친 테러 행위를 벌였으며 최소 162명이 사망하고 440명 이상이 부상 당했다. 2001년에 일어난 9·11 테러를 계기로 유럽 연합, 키르기스스탄, 카자흐스탄, 러시아, 아랍에미리트, 중화인민공화국, 파키스탄 정부에 의해 테러 조직으로 지정되었다. 아프간 신정부의 조직이다.

## 같이 보기
- 튀르키스탄 이슬람당 시리아 지부